# Temporada 1941-1942 del FC Barcelona
Les dades més destacades de la temporada 1941-1942 del Futbol Club Barcelona són les següents:

## Plantilla
Font:
|     |                    |      | Total | Total | Campionat de Lliga | Campionat de Lliga | Copa del Generalíssim | Copa del Generalíssim |
| P   | Jugador            | País | PT    | Gols  | PT                 | Gols               | PT                    | Gols                  |
| --- | ------------------ | ---- | ----- | ----- | ------------------ | ------------------ | --------------------- | --------------------- |
| POR | Lluís Miró         |      | 26    | -50   | 18                 | -39                | 8                     | -11                   |
| POR | Ferran Argila      |      | 5     | -13   | 4                  | -11                | 1                     | -2                    |
| POR | Joan Colominas     |      | 4     | -13   | 4                  | -13                |                       |                       |
| POR | Juan José Nogués   |      | 1     | -4    | 1                  | -4                 |                       |                       |
| DEF | Benito García      |      | 27    |       | 18                 |                    | 9                     |                       |
| DEF | Luis Zabala        |      | 20    |       | 11                 |                    | 9                     |                       |
| DEF | Antoni Anguera     |      | 14    |       | 14                 |                    |                       |                       |
| DEF | Vicenç Martínez    |      | 7     |       | 7                  |                    |                       |                       |
| DEF | Cristóbal Ceballos |      | 4     |       | 4                  |                    |                       |                       |
| DEF | Joan Babot         |      | 0     |       |                    |                    |                       |                       |
| MIG | Josep Raich        |      | 33    | 2     | 24                 | 2                  | 9                     |                       |
| MIG | Manel Rosalén      |      | 26    |       | 17                 |                    | 9                     |                       |
| MIG | Antoni Franco      |      | 20    | 1     | 14                 | 1                  | 6                     |                       |
| MIG | Francesc Calvet    |      | 15    | 1     | 15                 | 1                  |                       |                       |
| MIG | Ignacio Llàcer     |      | 5     |       | 2                  |                    | 3                     |                       |
| MIG | Andreu Català      |      | 0     |       |                    |                    |                       |                       |
| DAV | Mariano Martín     |      | 33    | 28    | 24                 | 21                 | 9                     | 7                     |
| DAV | Jaume Sospedra     |      | 29    | 7     | 22                 | 5                  | 7                     | 2                     |
| DAV | Domènec Balmanya   |      | 27    | 4     | 18                 | 3                  | 9                     | 1                     |
| DAV | José Bravo         |      | 26    | 14    | 21                 | 12                 | 5                     | 2                     |
| DAV | Antoni Gràcia      |      | 22    | 9     | 19                 | 7                  | 3                     | 2                     |
| DAV | Josep Escolà       |      | 18    | 11    | 10                 | 3                  | 8                     | 8                     |
| DAV | José Valle         |      | 11    | 5     | 7                  | 3                  | 4                     | 2                     |
| DAV | José García-Nieto  |      | 9     | 1     | 9                  | 1                  |                       |                       |
| DAV | Joaquim Navarro    |      | 7     | 3     | 7                  | 3                  |                       |                       |
| DAV | Artur Orriols      |      | 3     |       | 3                  |                    |                       |                       |
| DAV | Josep Serratusell  |      | 3     |       | 3                  |                    |                       |                       |
| DAV | Juan Herrera       |      | 1     |       | 1                  |                    |                       |                       |

## Classificació
| Competició            | Pos. | P  | PG | PE | PP | GF | GC | Campió       |
| --------------------- | ---- | -- | -- | -- | -- | -- | -- | ------------ |
| Campionat de Lliga    | 12è  | 27 | 9  | 3  | 15 | 62 | 67 | València CF  |
| Copa del Generalíssim | C    | 9  | 8  | 0  | 1  | 25 | 13 | CF Barcelona |

## Resultats
| AMISTOSOS                                                          | Gols                                                          |
| ------------------------------------------------------------------ | ------------------------------------------------------------- |
| 30-08-41 VILAFRANCA - BARCELONA 0-1                                |                                                               |
| 31-08-41 GRANOLLERS - BARCELONA 5-4                                | Herrerita 2, Vergara 2                                        |
| 01-09-41 RIPOLLET - BARCELONA 3-6                                  | Seguer 2, Martin 3, Riba                                      |
| 07-09-41 BARCELONA - VALENCIA 5-3                                  | Vergara, Martin 2, Gracia, Raich                              |
| 07-09-41 GIRONA - BARCELONA 4-1                                    | Orriols                                                       |
| 08-09-41 EUROPA - BARCELONA 7-4                                    | Herrera, Fornos, Homedes, Duran                               |
| 08-09-41 SANT CUGAT - BARCELONA 1-5                                | Martin 3, Orriols, Sanxo                                      |
| 14-09-41 BARCELONA - CASTELLON 2-1                                 | Navarro I 2                                                   |
| 21-09-41 SABADELL - BARCELONA 3-4                                  | Bravo (5, 71), Martin (47, 51)                                |
| 29-10-41 BARCELONA - DEPORTIVO ALAVES 3-0                          | Casamor 2, Bravo                                              |
| 08-12-41 COPA AJUNTAMENT DE BARCELONA. SANT ANDREU - BARCELONA 1-0 |                                                               |
| 25-12-41 BARCELONA - CONSTANCIA DE INCA 4-5                        | Seguer 2, Orriols, Balmanya                                   |
| 28-12-41 BARCELONA - GIRONA 4-2                                    | Casamor (5, 40), Riba (63, 70)                                |
| 01-01-42 BARCELONA - EUROPA 7-2                                    | Nieto 3, Herrera 2, Seguer, Riba                              |
| 22-01-42 FESTA MAJOR. MOLLET - BARCELONA 1-5                       | Navarro I 4, Palau                                            |
| 28-01-42 GRANOLLERS - BARCELONA 3-1                                | Navarro I                                                     |
| 02-02-42 BLANES - BARCELONA 3-1                                    | Herrera                                                       |
| 01-04-42 EUPROPA - BARCELONA 1-2                                   | Nieto (30), Navarro (85)                                      |
| 12-04-42 BARCELONA - SABADELL 3-0                                  | Nieto (25, 26), Serratusell (33)                              |
| 10-05-42 AMPOSTA - BARCELONA 4-9                                   | Nieto 2, Taltavull 2, Segarra 2, Navaro, Serratusell, Llacer  |
| 05-07-42 BARCELONA - SELECCIO CATALANA 6-2                         | Martin (14, 41), Valle (17), Sospedra (58), Balmanya (65, 85) |

| COPA PRESIDENTE                     | Gols                                                 |
| ----------------------------------- | ---------------------------------------------------- |
| 14-05-42 BARCELONA - SAN MARTIN 6-2 | Llacer, Taltavull, Serratusell 2, Segarra, Navarro I |
| 17-05-42 TERRASSA - BARCELONA 3-0   |                                                      |
| 25-05-42 SABADELL - BARCELONA 1-2   | Nieto (30, 42)                                       |
| 31-05-42 BARCELONA - GIRONA 2-1     | Navarro I (35), Serratusell (37)                     |
| 07-06-42 SAN MARTIN - BARCELONA 8-0 |                                                      |
| 14-06-42 BARCELONA - TERRASSA 3-0   | Navarro (5, 65), Nieto (35)                          |
| 21-06-42 BARCELONA - SABADELL 2-2   | Valle (49), Casamor (53)                             |
| 25-06-42 GIRONA - BARCELONA 2-0¹    |                                                      |

1 NOTA:Los 2 partidos de la Copa Presidente, que se habían de jugar aún contra el Espanyol (uno en Sarria y el otro en Les Corts) y que en su dia se aplazaron, por diferentes motivos que no vienen al caso. Al no tener ya los 2 equipos, (ni aun ganando los 2 partidos) ninguna posibilidad real de proclamarse campeones. Se decidió por unanimidad de los 2, de NO JUGARLOS, y dar ya, la competición absoluta, por finalizada.
| Campionat de Lliga |

| 28 setembre 1941 | CF Barcelona                   | 4 - 4 | Alacant CD                             | Barcelona                      |  |
| Jornada 1        | Martín 49' 61' · Bravo 54' 88' |       | Adrover 11' · Tatono 35' 47' · Rey 45' | Camp de les Corts · Farragut · |  |

| 5 octubre 1941 | RCD Espanyol                            | 5 - 2 | CF Barcelona             | Barcelona                          |  |
| Jornada 2      | Jorge 9' 23' · Macala 60' 71' · Mas 83' |       | Martín 74' · Navarro 84' | Estadi de Sarrià · González Díaz · |  |

| 12 octubre 1941 | CF Barcelona | 0 - 2 | RC Celta de Vigo | Barcelona                    |  |
| Jornada 3       |              |       | Roig 57' 80'     | Camp de les Corts · Orduña · |  |

| 5 octubre 1941 | Reial Madrid CF                               | 4 - 3 | CF Barcelona                        | Chamartín de la Rosa           |  |
| Jornada 4      | Arbiza 17' 70' · Benito (pp) 35' · Belmar 55' |       | Calvet 25' · Raich 60' · Gracia 87' | Estadi de Chamartín · Corpas · |  |

| 12 octubre 1941 | CF Barcelona           | 2 - 4 | València CF                                | Barcelona                                  |  |
| Jornada 5       | Raich 28' · Gracia 75' |       | Asensi 7' · Gorostiza 15' 42' · Amadeo 58' | Camp de les Corts · Iturralde Gorostiaga · |  |

| 2 novembre 1941 | Reial Societat         | 2 - 0 | CF Barcelona | Sant Sebastià                     |  |
| Jornada 6       | Chipia 80' · Terán 87' |       |              | Estadi d'Atotxa · Gonzalez Diaz · |  |

| 9 novembre 1941 | CF Barcelona                    | 4 - 0 | Granada CF | Barcelona                                         |  |
| Jornada 7       | Navarro 13' 21' · Bravo 50' 84' |       |            | Camp de les Corts · Tamarit Falguera (València) · |  |

| 16 novembre 1941 | Club Atlético de Bilbao                           | 6 - 3 | CF Barcelona                         | Bilbao                           |  |
| Jornada 8        | Unamuno 21' 59' 71' · Garate 32' · Bilbao 43' 44' |       | Bravo 3' · Balmanya 54' · Martín 89' | Estadi de San Mamés · Ferragut · |  |

| 23 novembre 1941 | Club Atlético Aviación                                   | 5 - 4 | CF Barcelona                   | Vallecas                          |  |
| Jornada 9        | Campos 33' 52' · Manin 56' · Miranda 78' · Arencibia 83' |       | Valle 23' 73' · Escolà 60' 87' | Estadio de Vallecas · Villavard · |  |

| 30 novembre 1941 | CF Barcelona              | 2 - 1 | RC Deportivo de la Coruña | Barcelona                           |  |
| Jornada 10       | Martín 60' · Sospedra 72' |       | Caballero 57'             | Camp de les Corts · González Diaz · |  |

| 7 desembre 1941 | Sevilla CF   | 1 - 2 | CF Barcelona           | Sevilla                       |  |
| Jornada 11      | Raimundo 82' |       | Martín 60' · Bravo 72' | Estadio de Nervión · Orduña · |  |

| 14 desembre 1941 | CF Barcelona                                    | 6 - 3 | Real Oviedo CF                | Barcelona                    |  |
| Jornada 12       | Valle 60' · Gracia 11' 38' · Martín 47' 50' 89' |       | Antón 16' 78' · Herrerita 74' | Camp de les Corts · Purroy · |  |

| 21 desembre 1941 | CE Castelló | 1 - 1 | CF Barcelona | Castelló de la Plana                           |  |
| Jornada 13       | Basilio 26' |       | Escolà 20'   | Estadi del Sequiol · Escartín Morán (Madrid) · |  |

| 4 gener 1942 | Alacant CD                    | 3 - 1 | CF Barcelona | Alacant                     |  |
| Jornada 14   | Perdomo 36' 55' · Coronoa 81' |       | Martín 21'   | Estadi de Bardín · Orduña · |  |

| 11 gener 1942 | CF Barcelona | 1 - 2 | RCD Espanyol             | Barcelona                                  |  |
| Jornada 15    | Martín 88'   |       | Fàbregas 5' · Macala 67' | Camp de les Corts · Iturralde Gorostiaga · |  |

| 18 gener 1942 | RC Celta de Vigo | 1 - 0 | CF Barcelona | Vigo                 |  |
| Jornada 16    | Del Pino 44'     |       |              | Estadi de Balaídos · |  |

| 25 gener 1942 | CF Barcelona | 0 - 2 | Reial Madrid CF | Barcelona                      |  |
| Jornada 17    |              |       | Alday 63' 78'   | Camp de les Corts · Ferragut · |  |

| 1 febrer 1942 | València CF                       | 4 - 2 | CF Barcelona           | València             |  |
| Jornada 18    | Gorostiza 25' 79' · Mundo 35' 70' |       | Bravo 26' · Gracia 84' | Estadi de Mestalla · |  |

| 8 febrer 1942 | CF Barcelona                                       | 4 - 2 | Reial Societat             | Barcelona                               |  |
| Jornada 19    | Gracia 13' · Nieto 29' · Franco 81' · Sospedra 89' |       | Bidegain 34' · Garbizu 45' | Camp de les Corts · Ocaña (Andalusia) · |  |

| 15 febrer 1942 | Granada CF                                                         | 6 - 0 | CF Barcelona | Granada                                                 |  |
| Jornada 20     | Bachiller 2' · Bonet 25' · Alejandro 48' · Marín 58' 64' · Liz 86' |       |              | Estadio de los Carmenes · Tamarit Falguera (València) · |  |

| 22 febrer 1942 | CF Barcelona | 1 - 2 | Club Atlético de Bilbao | Barcelona                                         |  |
| Jornada 21     | Bravo 64'    |       | Elices 23' 40'          | Camp de les Corts · Tamarit Falguera (València) · |  |

| 1 març 1942 | CF Barcelona                                  | 5 - 1 | Club Atlético Aviación | Barcelona                    |  |
| Jornada 22  | Sospedra 14' · Bravo 19' · Martín 28' 44' 60' |       | Campos 31'             | Camp de les Corts · Crespo · |  |

| 8 març 1942 | RC Deportivo de la Coruña | 1 - 0 | CF Barcelona | La Corunya                             |  |
| Jornada 23  | Caballero 63'             |       |              | Estadio Municipal de Riazor · Orduña · |  |

| 22 març 1942 | CF Barcelona                                                 | 6 - 2 | Sevilla CF                   | Barcelona                              |  |
| Jornada 24   | Martín 38' · Bravo 41' 67' · Sospedra 56' · Balmanya 73' 86' |       | Pepillo 31' · Salustiano 25' | Camp de les Corts · Melcon Bartolome · |  |

| 29 març 1942 | Real Oviedo CF | 1 - 1 | CF Barcelona | Oviedo                                         |  |
| Jornada 25   | Soladrero 33'  |       | Martín 63'   | Estadio de Buenavista · Iturralde Gorostiaga · |  |

| 5 abril 1942 | CF Barcelona                        | 3 - 1 | CE Castelló | Barcelona                    |  |
| Jornada 26   | Bravo 53' · Gracia 58' · Martín 60' |       | Basilio 85' | Camp de les Corts · Crespo · |  |

| 28 juny 1942 | CF Barcelona      | 5 - 1 | Real Murcia CF | Chamartín de la Rosa                            |  |
| Promoció     | Martín · Sospedra |       | Huguet         | Estadi de Chamartín · Escartín Morán (Madrid) · |  |

| Copa del Generalíssim |

| 27 abril 1942            | Terrassa CF       | 2 - 1 | CF Barcelona | Terrassa |  |
| Setzens de final - anada | Pascual I 69' 79' |       | Martín 42'   |          |  |

| 3 maig 1942                | CF Barcelona                        | 4 - 0 | Terrassa CF | Barcelona           |  |
| Setzens de final - tornada | Gracia · Balmanya · Martín · Escolà |       |             | Camp de les Corts · |  |

| 10 maig 1942             | Sevilla CF   | 1 - 2 | CF Barcelona     | Sevilla                                 |  |
| Vuitens de final - anada | Campanal 25' |       | Sospedra 35' 60' | Estadio de Nervión · Plácido González · |  |

| 17 maig 1942               | CF Barcelona            | 3 - 0 | Sevilla CF | Barcelona           |  |
| Vuitens de final - tornada | Valle · Martín · Escolà |       |            | Camp de les Corts · |  |

| 24 maig 1942            | RCD Espanyol            | 2 - 3 | CF Barcelona                               | Barcelona                                      |  |
| Quarts de final - anada | Fàbregas 38' · Chas 64' |       | Martín 73' · Valle 81' · Fàbregas (pp) 86' | Estadi de Sarrià · Plácido González (Madrid) · |  |

| 31 maig 1942              | CF Barcelona                        | 3 - 2 | RCD Espanyol           | Barcelona           |  |
| Quarts de final - tornada | Escolà 54' · Martín 77' · Bravo 83' |       | Macala 41' · Jorge 55' | Camp de les Corts · |  |

| 7 juny 1942        | València CF   | 1 - 2 | CF Barcelona        | València             |  |
| Semifinals - anada | Gorostiza 75' |       | Escolà 32' · Gracia | Estadi de Mestalla · |  |

| 14 juny 1942         | CF Barcelona               | 3 - 2 | RCD Espanyol           | Barcelona                                       |  |
| Semifinals - tornada | Escolà 48' 57' · Bravo 60' |       | Asensi 67' · Mundo 82' | Camp de les Corts · Placido González (Madrid) · |  |

| 21 juny 1942 | CF Barcelona                     | 4 - 3 | Club Atlético de Bilbao               | Chamartín de la Rosa                                           |  |
| 18:30 Final  | Escolà 20' 59' · Martín 51' 101' |       | Iriondo 29' · Elices 79' · Zarra 101' | Estadi de Chamartín · 30.000 espectadors · Ocaña (Andalusia) · |  |